# Jan Six
Jan Six (født 14. januar 1618, død 28. maj 1700) var en hollandsk kunstsamler, mæcen og forfatter.

## Biografi
Han var ud af en velhavende handelsfamile (familien Six) som søn af Joan Six og hustru Anna Wymer. Han studerede kunst og jura i Leiden i 1634. Han giftede sig med Margaretha Tulp, som var datter af Amsterdams borgmester Nicolaes Tulp. Hans svigerfar skaffede ham forskellige lukrative offentlige positioner, og han endte selv op som Amsterdams borgmester i 1691.
Six havde tætte venskaber med digteren Joost van den Vondel og maleren Rembrandt van Rijn. Han forblev en god ven af kunsten igennem hele sit liv, og skrev selv flere teaterstykker, de kendteste af dem var Medea (1648) og Onschult (uskyld; 1662).

## Kunstsamling
Jan Six kunstsamling af malerier, tegninger, graveringer og andre kunstværker, inkl. mange fra sin kones familie, var populær i samtiden. Samlingen blev nedarvet gennem generationerne for tilslut at havne hos Lucretia Johanna van Winter (1785-1845) og Hendrik Six (1790-1847). Deres respektive kunstsamlinger blev samlet da de giftede sig i 1822 og blev kendt som Six-Samlingen Til deres samlede kunstsamling bidrog Lucretia med 171 malerier som hun havde arvet fra sin far, som efter hans død var blevet delt ligeligt mellem hende og hendes søster Anna Louisa, der giftede sig med Willem van Loon. Nogle få af Anna Louisas arv kan stadig ses udstillet på Museum Van Loon, men hovedparten blev solgt af deres arvninge i 1877 til Gustave baron de Rothschild i Paris.
En del af de vigtigste malerier fra Six-Samlingen er i dag udstillet på nationalmuset i Amsterdam.